# 鳥取大学医学部附属病院
鳥取大学医学部附属病院（とっとりだいがくいがくぶふぞくびょういん、英語: Tottori University Hospital）は、鳥取県米子市にある国立大学法人鳥取大学医学部附属の大学病院。通称は「とりだい病院」である。 米子医科大学附属病院の後身であるため、その名残で鳥取県西部に住む一部の高齢者からは「医大」と呼ばれることもある。2024年6月時点、鳥取県選挙管理委員会より、不在者投票のできる施設の一つとして指定されている。

## 沿革
- 1893年（明治26年） 4月1日 - 鳥取県立病院米子支部病院開設[3]。
- 1899年（明治32年） 5月1日 - 鳥取県西伯郡立米子病院に改組[3]。
- 1922年（大正11年）7月1日 - 財団法人西伯郡米子病院に改組[3]。
- 1927年（昭和2年） 4月1日 - 財団法人米子病院と改称[3]。
- 1946年（昭和21年）6月1日 - 財団法人米子病院を米子医学専門学校附属医院として移管[3]。
- 1950年（昭和25年）4月1日 - 鳥取大学米子医科大学附属病院と改称[3]。
- 1951年（昭和26年）3月31日 - 鳥取大学米子医学専門学校廃止、鳥取大学医学部附属病院と改称[3]。
- 2010年（平成22年）8月19日 - 山陰地方では初となる米国製手術ロボット「ダ・ヴィンチS」の導入を発表[4]。
- 2014年（平成26年）7月10日 - ヘリポート棟完成[5]。
- 2018年（平成30年）3月26日 - 当院を基地病院とし、ドクターヘリの運用を開始[3]。
- 2019年（令和元年）9月25日 - 独自開発したiOS・Androidアプリケーション「診療受付・呼出アプリ とりりんりん」運用開始[6]。

## 診療科目
★は、2009年（平成21年）8月より「脳とこころの医療センター」にまとめられている。
- 総合診療外来
- 救急科
- 内科
  - 循環器内科
  - 内分泌・代謝内科
  - 消化器内科
  - 腎臓内科
  - 血液内科
  - 呼吸器内科
  - 膠原病・アレルギー・感染症内科
  - 神経内科★
- 精神科★
- 小児科
  - 小児科
  - 脳神経小児科★
  - 遺伝子診療科
- 女性診療科（産科婦人科）
- 外科
  - 消化器外科
  - 心臓血管外科
  - 胸部外科
  - 乳腺内分泌外科
  - 小児外科
- 整形外科
  - 整形外科
  - リウマチ科
- 脳神経外科★
- 耳鼻咽喉科
  - 耳鼻咽喉科
  - 頭頸部外科
- 泌尿器科
- 形成外科
- 皮膚科
- 眼科
- 放射線科
- 麻酔科
  - 麻酔科
  - ペインクリニック科
- 歯科口腔外科
- 老年科
- 総合薬物療養科

## 医療機関の指定・認定
（下表の出典）
| 保険医療機関                             | 労災保険指定医療機関                                     |
| 更生医療指定自立支援医療機関             | 育成医療指定自立支援医療機関                             |
| 精神通院医療指定自立支援医療機関         | 身体障害者福祉法指定医の配置されている医療機関           |
| 精神保健指定医の配置されている医療機関   | 生活保護法指定医療機関                                   |
| 結核指定医療機関                         | 指定養育医療機関                                         |
| 指定小児慢性特定疾病医療機関             | 難病の患者に対する医療等に関する法律に基づく指定医療機関 |
| 原子爆弾被害者医療指定医療機関           | 原子爆弾被害者一般疾病医療取扱医療機関                   |
| 第二種感染症指定医療機関                 | 公害医療機関                                             |
| 母体保護法指定医の配置されている医療機関 | 特定機能病院                                             |
| 災害拠点病院（地域）                     | へき地医療拠点病院                                       |
| 救命救急センター                         | 臨床研修病院                                             |
| 特定行為研修指定研修機関                 | 臨床修練病院等                                           |
| がん診療連携拠点病院                     | エイズ治療拠点病院                                       |
| 肝疾患診療連携拠点病院                   | 特定疾患治療研究事業委託医療機関                         |
| DPC対象病院                              | 総合周産期母子医療センター                               |
| 都道府県アレルギー疾患医療拠点病院       | 単独型臨床研修施設若しくは管理型臨床研修施設             |

- 原子力災害拠点病院[10]
- 公益財団法人日本医療機能評価機構認定病院[11]
- このほか、各種法令による指定・認定病院であるとともに、各学会の認定施設でもある。

## 交通アクセス
- JR西日本山陰本線米子駅から徒歩で15分
- 米子駅から日ノ丸バス大学病院行（路線番号：48）に乗車、4分で「大学病院」下車。
- 米子駅から米子市循環バス「だんだんバス」（路線番号：11）に乗車、8分で「大学病院」下車。
  - ただし、環状線で一方向のみのため、逆方向は大回りとなり、37分となる。